# Tipula reservata
Tipula reservata är en tvåvingeart som beskrevs av Alexander 1941. Tipula reservata ingår i släktet Tipula och familjen storharkrankar. Inga underarter finns listade i Catalogue of Life.